# Lecco (stad)
Lecco is een stad in Lombardije, Italië gelegen 50 kilometer ten noordoosten van Milaan. Het is de hoofdstad van de gelijknamige provincie. De stad telt ruim 48.000 inwoners (30-09-2017).
De stad is gelegen aan de zuidoostelijke punt van het Comomeer, daar waar de rivier de Adda het meer verlaat. Lecco is omgeven door de bergen Resegone, Monte Barro en San Martino. Drie bruggen verbinden Lecco met de westoever van de Adda.
De stad bestond reeds in de Romeinse tijd, al werd ze pas echt van belang in de 15e eeuw, toen ze, behorend tot het hertogdom Milaan, op de grens lag met de republiek Venetië en door haar oorspronkelijk Longobardische fort van strategisch defensief belang was voor Milaan.
Lecco en omliggend gebied behoorden van de 18e tot halverwege de 19e eeuw bij Oostenrijk, tot het ingelijfd werd bij het nieuwe koninkrijk Italië.
Lecco kent een succesvolle ijzerindustrie, die lange tijd de belangrijkste bron van inkomsten is geweest voor de stad.
Van 2011 tot 2013 lag in Lecco de aankomst van de gekende wielerwedstrijd Ronde van Lombardije.

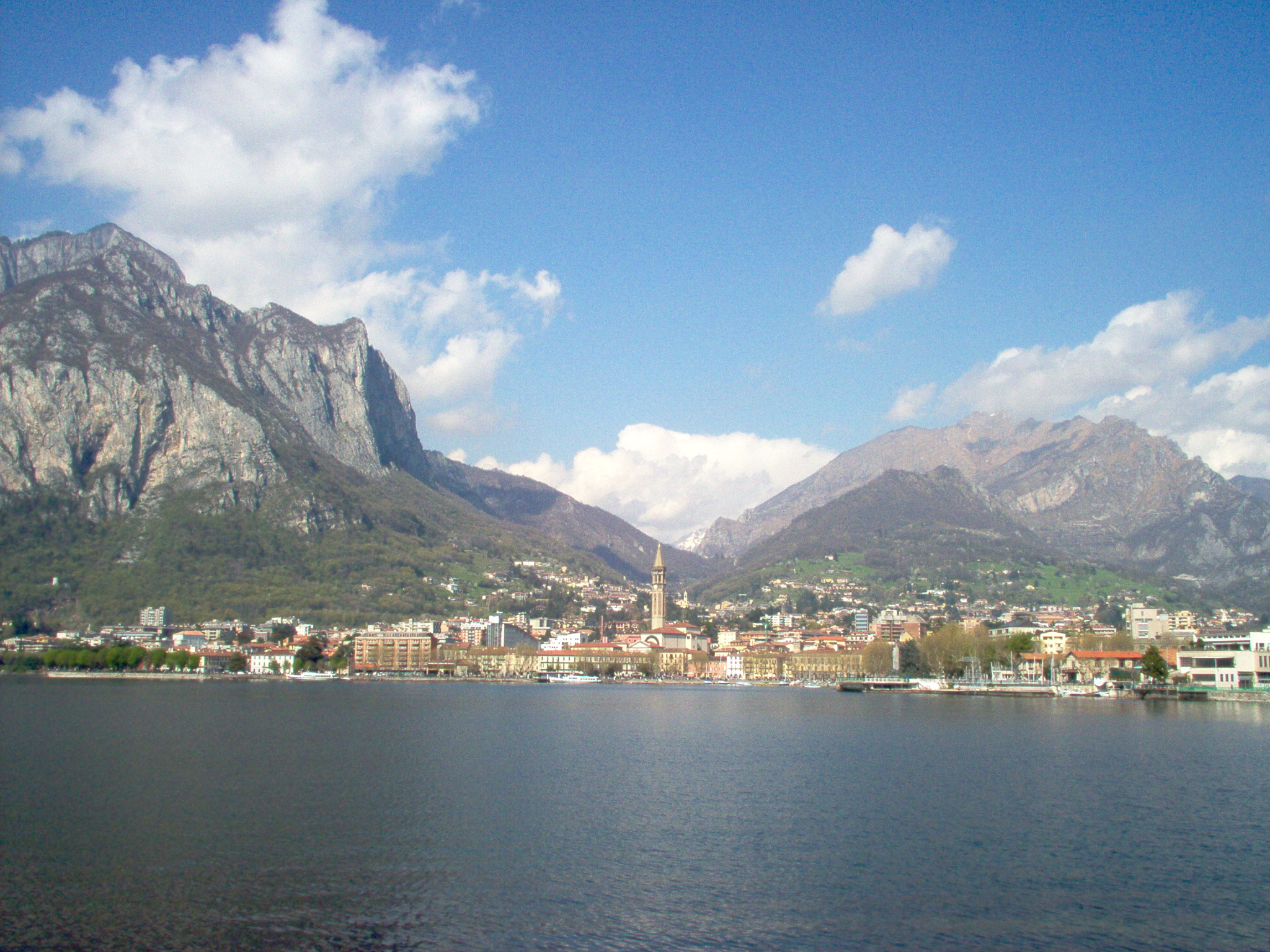
Lecco

## Geboren
- Antonio Stoppani (1824–1891), geoloog en paleontoloog, oudoom van Maria Montessori
- Antonio Ghislanzoni (1824-1893), journalist, dichter en romanschrijver
- Aldo Cavalli (1946), geestelijke en aartsbisschop
- Roberto Castelli (1946), politicus, minister van Justitie in het Kabinet-Berlusconi III
- Walter de'Silva (1951), ontwerper
- Ezio Gianola (1960), motorcoureur
- Luca Fusi (1963), voetballer
- Laura Bruschini (1966), beachvolleyballer
- Antonio Rossi (1968), kajakker
- Eluana Englaro (1970-2009), euthanasiestrijdster
- Gian Matteo Fagnini (1970), wielrenner
- Oscar Pozzi (1971), wielrenner
- Massimo Codol (1973), wielrenner
- Gabriele Bosisio (1980), wielrenner
- Silvia Valsecchi (1982), wielrenster
- Marco Bonanomi (1985), autocoureur
- Daniele Padelli (1985), voetballer
- Andrea Conti (1994), voetballer
- Manuel Locatelli (1998), voetballer
- Sofia Cantore (1999), voetbalster
- Luca Colnaghi (1999), wielrenner